# ジュスト・ド・ブルトニエール
聖ジュスト・ド・ブルトニエール (Saint Just de Bretenières, 出生名 シモン・マリ・アントワーヌ・ジュスト・ランフェール・ド・ブルトニエール Simon Marie Antoine Just Ranfer de Bretenières（1838年2月28日フランスのソーヌ＝エ＝ロワール県シャロン＝シュル＝ソーヌにて生誕、1866年3月8日李氏朝鮮ソウルのセナムトにて斬首刑による死去（享年28歳）) は、フランス人司祭・宣教師であり、1984年5月6日に教皇ヨハネ・パウロ2世により列聖された、韓国における殉教者103名のうちの一人である。

## 経歴
ジュスト (Simon-Marie-Antoine-Just)・ランフェール・ド・ブルトニエールは、1838年2月28日に、シャロン＝シュル＝ソーヌのサン・ピエール教区にある母方の祖父母の家で生まれた。ブルゴーニュ議会の判事の家系の出身である。
家族がディジョンに住んでいたため、ジュストもディジョン教区に所属した。家族はブルトニエール城（現在のブルトニエール）とディジョンのヴァヌリー通りにあるサン＝フランソワ・ド・サレの別宅に分かれて居住していた。 
ジュスト6歳、弟クレティアン4歳のある日、ブルトニエール城の庭で遊んでいた時のこと、ジュストは道ばたで穴を掘っていたが、不意に叫び声を上げたので、クレティアンと乳母とがその場へ駆けつけた。ジュストは穴を指しながら、自分たちの方へ来いと招いている中国人たちが見えるときっぱりいい切ったが、クレティアンも侍女も誰をも見ることができなかった。その出来事については、もうそれ以上話題に上がらないまま、表面上は忘れられてしまっていた。 
1851年、ジュストと弟のクレティアンは、若い家庭教師のゴートレ (Gautrelet) 神父のところに預けられた。
神経質で敏感であったジュストは、幼い頃から痛みに対する過度の恐怖を経験していたが、宣教師としての生活に惹かれるようになってからは、疲労、暑さ、喉の渇きに耐えられるように自分自身を訓練するようになり、休暇中や山歩きの際には荷物を運ぶことに慣れていった。
1856年にリヨンでバカロレアと文学の学位を取得した。外国での宣教師になることを希望したため、聴罪司祭と両親の勧めでパリのイシーにあるサン＝シュルピス神学校に入学して哲学と神学の勉強を始め、そこで2年間学んだ。 彼はオルガン奏者と看護者の役割を任された。学生の一人が、当時のジュストのことをこのように記している。
「彼の丈の高い姿は、完全な健康と勢力とを示していた。彼の顔は、青白くて、元気な気質を現していた。波形の髪の毛で縁どられた高い額は、貴族の出であることを語っていた。けれど大きな魅力は、限りなくやさしい、しかも恐るところを知らない光りを宿した彼の眼にあった。彼の率直さと生れつきの謙遜とはすぐ人に信頼の念を起させた。」
1861年7月25日に剃髪（トンスラ）を受けてパリのバック通りにあるパリ外国宣教会の神学校に入学した。 祈りに年月を費やし、学び、働き、1864年5月21日、ジュストは同地で司祭に叙階された。彼は友人の一人に、「殉教の恵みを私に求めてください」と書き送った。翌7月15日午後、彼は韓国へ出発し、11月に満州の陽光安に定住した。
あとは派遣命令を待つだけとなった。この時点での宣教志願者は、最後まで自分がどこに派遣されるのかを知らないのであるが、彼らは、どこに派遣されるのであれ、自分たちに送られる命令を神の手によるものとして受け入れる準備ができていなければならないのである。行き先が韓国であるのを知った時、ジュストは喜んでこう書いた。「殉教者の地、韓国万歳！ « Vive la Corée, terre des martyrs ! » 」 。 実際、ほぼ一世紀にわたり、キリスト教徒の血が韓国の地に豊かに流れてきたのである。

### 極東での宣教活動
1864年7月19日、ジュストと9人の同僚はマルセイユから極東へ向けて出発した。 アレクサンドリア、スエズ、セイロン、シンガポールに立ち寄った後、体力を回復するために香港に滞在した。
1865年5月29日に秘密裏に朝鮮に入国し、シメオン＝フランソワ・ベルヌー司教とともにしばらくソウルに滞在した。 それから彼はキリスト教徒が迫害される危険があるため、認識されないように頭からつま先まで体を覆う黒い喪服を着て、非常に厳重に封印された部屋でキリスト教徒たちの中に隠れ、夜だけ外出した。
6か月後、若いキリスト教徒の助けのおかげで、「雪のように白い神父」백(白、べク)・チェン・フー神父となったジュストは、説教や告解に用することができる程度には、韓国語を話し・理解できるようになり、1年後には、信者の告解を聞き、改宗者に洗礼を授け、結婚式を司式し、堅振を授け、しばしば終油の秘蹟を施していた。洗礼を受けるために、あるいは聖体拝領を受けるために、時には150キロやそれ以上の遠方から、信者や洗礼志願者がやって来たものである。
しかし、平穏な時期が続いた後、ヨーロッパ人およびキリスト教徒に対する迫害が再開された。司教の使用人の裏切りにより、数人の司祭が逮捕された。 シメオン＝フランソワ・ベルヌー司教は、1866年2月23日に投獄された。ブルトニエール神父はベルヌー司教の使用人イ・ソンヨンの密告で2月27日に逮捕された。ミサを立てようとしていたジュストの部屋に兵士たちが乱入し、彼を重犯罪者の印である赤いロープで縛り上げたのちに連行した。彼は従順に連行および収監され、翌日、獄舎長に「私は朝鮮人の霊魂を救うために来たので、主のために喜んで死にます « Je suis venu en Corée pour sauver les âmes, je mourrai pour Dieu avec plaisir. »」と自白したため、ベルヌー司教が監禁されていた刑務所に移送された。
役人らはブルトニエール神父に尋問はほとんど行わず、主に刑罰のみを下したのであるが、3月5日の尋問中に役人らがブルトニエール神父に「あなたをどうしても殺すことができないので、あなたの故郷に送り返そうと思うが、どうだろうか」と言うと、彼は「私はこの国に来て年を越しました。この国の風習に染まって余生を楽しもうとしているのに、どうして戻れるでしょうか。 死んでも生きても私の心は変わりません」と殉教の意志を見せた。
ブルトニエール神父は刑務所でシメオン＝フランソワ・ベルヌー司教やボリュー神父、ドリー神父と共に、シエンヌム（shien-noum）という拷問を受けた。容疑者は椅子に縛り付けられ、すねや足を三角の棒で殴られるのである。宣教師らは4日連続でさまざまな当局の前に出廷した。尋問が終わるたびに、彼らの体は腕ほどの大きさの鋭い杭で突かれた。
死刑囚となった宣教師らは、立つことも許されず、椅子に縛り付けられたまま、ソウルから約5キロ離れたセナムトの処刑場に連行された。400人の武装した兵士らが群衆を寄せ付けなかった。
1866年3月8日、司教に続いて2番目に呼ばれたジュスト・ド・ブルトニエール神父は、地面に放り出され、衣服を剥ぎ取られた。折りたたまれた2つの耳の双方に矢が刺さっていた。後ろ手に縛られた彼の腕の下に、長い棒が渡された。2人の兵士がこのようにして長い螺旋状の行進中にそれを運び、群集に見せるのである。次に、彼は地面に膝をついて頭を前に傾ける体勢にされた。
マンダリンの合図により、6人の死刑執行人がサーベルを振りかざし、「死ぬまで！　死ぬまで！」と言いながらサーベルで突いた。4回目で頭が落ちた。
　　　　詳細は「丙寅教獄」も参照
ブルトニエール神父と、ベルヌー司教、ボリュー神父とドリー神父の遺体は、3日間衆目に晒された後に砂の中に埋められた。 同年8月頃、1866年3月11日に殉教したプルティエ神父とプティニコラ神父らとともに、ソウルから800m離れた Oai-ko-kai と呼ばれる山の3つの異なる墓にキリスト教徒により埋葬された。1899年10月30日、全員が掘り起こされて身元が確認され、一時的に龍山神学校に移送された。1900年9月10日、彼らはソウル大聖堂の金庫室に安置された。 ジュストの弟クレティアンも司祭になっていたが、これらの遺物を現地に保管することを主張したソウルの司教との間の多くの困難の後、殉教者の遺体をフランスに送還させることに成功した。ブルトニエール神父の遺体は1911年にフランスに送還され、同年11月9日にブルトニエール教区教会（コート・ゴールデン）の北側にあるサン・シモン礼拝堂の下に掘られた家族の金庫に安置された。

## 列聖
1984年5月6日、ソウルにて、シメオン＝フランソワ・ベルヌー司教、ジュスト・ド・ブルトニエール、アンリ・ドリー、ジャック・シャスタン、ルイ・ボリュー各神父ら韓国の殉教者103人が列聖された。
実際のところ、韓国のカトリック教会は驚くべき成長を経験しており、現在も成長し続けている。カトリック教徒は人口のほぼ8％を占める。1997年12月18日に韓国大統領に選出され、ノーベル平和賞 (2000年10月18日) を受賞した金大中も、熱心なカトリック教徒であった。
現在、聖ジュスト・ド・ブルトニエールの遺骸は、ブルトニエール教区の古い教会の聖歌隊席に設置された聖遺物箱の中で眠っている。彼の故郷であるシャロン＝シュル＝ソーヌのサン・ピエール教会の聖像の聖遺物箱にも、いくつかの遺物が残されている。

## ド・ブルトニエールにちなみ名付けられた場所
主なものは次のとおりである。
- 故郷シャロン＝シュル＝ソーヌのサン＝ジュスト＝ド＝ブルトニエール教区は、街の大聖堂、サン・ピエール教会、サンコム教会、シタデル礼拝堂を管轄する教区である。
- シャロン＝シュル＝ソーヌには、ジュスト・ド・ブルトニエール通りと名付けられた通りがある。
- ディジョンには、ランフェール・ド・ブルトニエール通りと名付けられた通りがある。
- ディジョン近郊のタラン(Talant)には、サン＝ジュスト教会がある。
- コート・ドールのソーヌ平原の教区には、ブルトニエールという名の村が含まれる。
- Scouts unitaires de France （カトリック・スカウト運動の一団）のグループ名の一つとして、ディジョンのサン＝ジュスト＝ド＝ブルトニエール・グループがある。
- カナダ・ケベック州モンマニー地方郡自治体には、サン＝ジュスト＝ド＝ブルトニエール市が存在する。

## 伝記
- Maurice d'Hulst, Vie de Just de Bretenières, missionnaire apostolique, martyrisé en Corée en 1866, Paris, Librairie Poussielgue frères, 1888, 347 p.
- C. Appert, Pour la Foi... Just de Bretenières Martyrisé en Corée, le 8 mars 1866P, Lyon, Paris, Librairie Emmanuel Vitte, 1910, 372 p.
- Abbé L. Bocat,  Sang versé en Corée, Paris, éd. Missions étrangères de Paris, 1951, 165 p.
- Paul Jeannin-Naltet, Just de Bretenières, martyr en Corée en 1866. Société d'Histoire et d'Archéologie de Chalon-sur-Saône. Tome n° 53; 1984
- Father James Anthony Walsh, Thoughts from Modern Martyrs （ジェームス・アンソニー・ウオルシュ 著, 大沢章 訳『近代殉教者の思想』ドン・ボスコ社、1952年）

## 付記
1866年のソウルでのフランス人宣教師9人の虐殺を契機として、ピエール＝ギュスターヴ・ローズ少将指揮下のフランス海軍による、李氏朝鮮に対する報復遠征が、1866年9月18日から11月12日までの間に行われた（丙寅洋擾）。